# Hysterura multifaria
Hysterura multifaria är en fjärilsart som beskrevs av Swinhoe 1889. Hysterura multifaria ingår i släktet Hysterura och familjen mätare. Inga underarter finns listade i Catalogue of Life.